# Serge Dorny
Serge Maurice Camille Dorny (Wevelgem, 4 februari 1962) is een Vlaams dramaturg, intendant en directeur in de operawereld.
Dorny begon zijn carrière in 1983 als dramaturg bij De Munt in Brussel toen onder leiding van Gerard Mortier. Daarna werd hij in 1987 artistiek directeur van het Festival van Vlaanderen. Hij was ook van 1996 tot 2003 directeur van het London Philharmonic Orchestra. Sinds 2003 leidt Dorny de opera van Lyon. Aanvullend heeft hij een deeltijdse lesopdracht sinds 2008 aan de Universität Zürich. In september 2014 zou hij vervolgens de Semperoper in Dresden gaan leiden. Toen hij hiervoor in 2013 al enige voorbereidende taken op zich nam, werd hij in het voorjaar van 2014 al op staande voet ontslagen. Dorny vocht dit ontslag succesvol voor het Duitse gerecht aan en verkreeg een schadevergoeding van anderhalf miljoen euro. Na dit Duitse intermezzo continueerde hij zijn opdracht in Lyon. In het voorjaar van 2017 ontstond in Lyon commotie omtrent zijn kostendeclaraties. Dorny verdedigde zich dat deze door de financiële controles goedgekeurd waren. In maart 2018 tekende hij een overeenkomst om met ingang van 1 september 2021 aan de slag te gaan als intendant van de Bayerische Staatsoper in München.

## Erkenning
Dorny ontving in 2008 een eredoctoraat van de Universiteit van Montreal. In 2012 werd hij ridder in het Franse Légion d'honneur. In 2013 werd hij ridder in de Belgische Kroonorde. Op 11 juli 2019 ontving hij als erkenning in het Errerahuis in Brussel het Ereteken van de Vlaamse Gemeenschap.